# Reckless (filme de 1995)
Reckless (br: Aconteceu no Natal)é um filme de comédia dirigido por Norman René. O roteiro de Craig Lucas é baseado em sua peça de 1983 de mesmo título. A peça foi dramatizada duas vezes, em 2004, estrelada por Michael O'Keefe, Thomas Sadoski.

## Elenco
- Mia Farrow como Rachel
- Scott Glenn como Lloyd
- Mary-Louise Parker como Pooty
- Eileen Brennan como Sister Margaret
- Debra Monk como Therapist
- Giancarlo Esposito como Tim Timko
- William Fichtner como Rachel's Father
- Nancy Marchand como Grandmother
- Tony Goldwyn como Tom
- Stephen Dorff como Tom Jr.